# Ettore Felici
Ettore Felici (Segni, 4 marzo 1881 – Dublino, 9 maggio 1951) è stato un arcivescovo cattolico italiano.

## Biografia
Ordinato sacerdote nel 1903, inizia la sua carriera diplomatica con l'incarico di uditore presso la nunziatura apostolica di Belgrado: una prima volta, nel 1916, quando, per l'imperversare della guerra, si trova non solo a gestire i difficili rapporti tra la comunità cattolica e la chiesa ortodossa, prevalente in Serbia, ma anche a soccorrere le masse dei poveri nel Paese occupato dalle truppe tedesche; una seconda volta, nel 1920, dopo la nascita del nuovo regno di Iugoslavia, voluto dalle potenze vincitrici nel trattato di pace di Versailles, in un clima dominato da forti contrapposizioni ideologiche e rivendicazioni etniche.
Dal 1921 al 1923 è in Vaticano, con la funzione di cameriere segreto di Sua Santità Benedetto XV.
Nel 1927 è eletto arcivescovo titolare di Corinto e nominato nunzio apostolico in Cile.
Nel 1938 torna per la terza volta in Iugoslavia, mentre nell'orizzonte europeo si addensano presagi di guerra.
Nell'aprile del 1941 è a Belgrado quando sulla città si abbattono per tre giorni i bombardamenti della Luftwaffe (l'Operazione Castigo), la vendetta voluta da Hitler per punire il popolo che si era opposto al passaggio delle truppe tedesche.
Dopo cinque anni trascorsi in Vaticano, presso la Segreteria di Stato, egli affronta la sua ultima missione come nunzio apostolico in Irlanda.
Il 9 maggio 1951, dopo breve malattia, muore a Dublino; la sua salma riposa nella cripta, riservata agli arcivescovi, della pro-cattedrale della città.

## Genealogia episcopale e successione apostolica
La genealogia episcopale è:
- Cardinale Scipione Rebiba
- Cardinale Giulio Antonio Santori
- Cardinale Girolamo Bernerio, O.P.
- Arcivescovo Galeazzo Sanvitale
- Cardinale Ludovico Ludovisi
- Cardinale Luigi Caetani
- Cardinale Ulderico Carpegna
- Cardinale Paluzzo Paluzzi Altieri degli Albertoni
- Papa Benedetto XIII
- Papa Benedetto XIV
- Papa Clemente XIII
- Cardinale Marcantonio Colonna
- Cardinale Giacinto Sigismondo Gerdil, B.
- Cardinale Giulio Maria della Somaglia
- Cardinale Carlo Odescalchi, S.I.
- Vescovo Eugène de Mazenod, O.M.I.
- Cardinale Joseph Hippolyte Guibert, O.M.I.
- Cardinale François-Marie-Benjamin Richard de la Vergne
- Cardinale Pietro Gasparri
- Cardinale Benedetto Aloisi Masella
- Arcivescovo Ettore Felici

La successione apostolica è:
- Vescovo Guido Benedito Beck de Ramberga, O.F.M. Cap. (1928)
- Vescovo Teodoro Bernardo Eugenín Barrientos, SS.CC. (1931)
- Arcivescovo José Horacio Campillo Infante (1931)
- Arcivescovo Juan Subercaseaux Errázuriz (1935)
- Arcivescovo Alfredo Silva Santiago (1935)
- Vescovo Timothy Phelim O’Shea, O.F.M. Cap. (1950)